# Melody.
melody. (полное имя Миюки Мелоди Исикава, яп. 石川 美由紀 メロディ, родилась 24 февраля 1982 года) — японская певица, дебютировавшая в 2003 году с синглом «Dreamin' Away». Работала с продюсерской компанией Ten Carat и выпускала диски на лейбле Toy’s Factory.
22 октября 2008 года записью в блоге Мелоди объявила о своём намерении прекратить карьеру певицы и стать дизайнером. С 12 января 2009 года закрыт официальный сайт.

## Биография

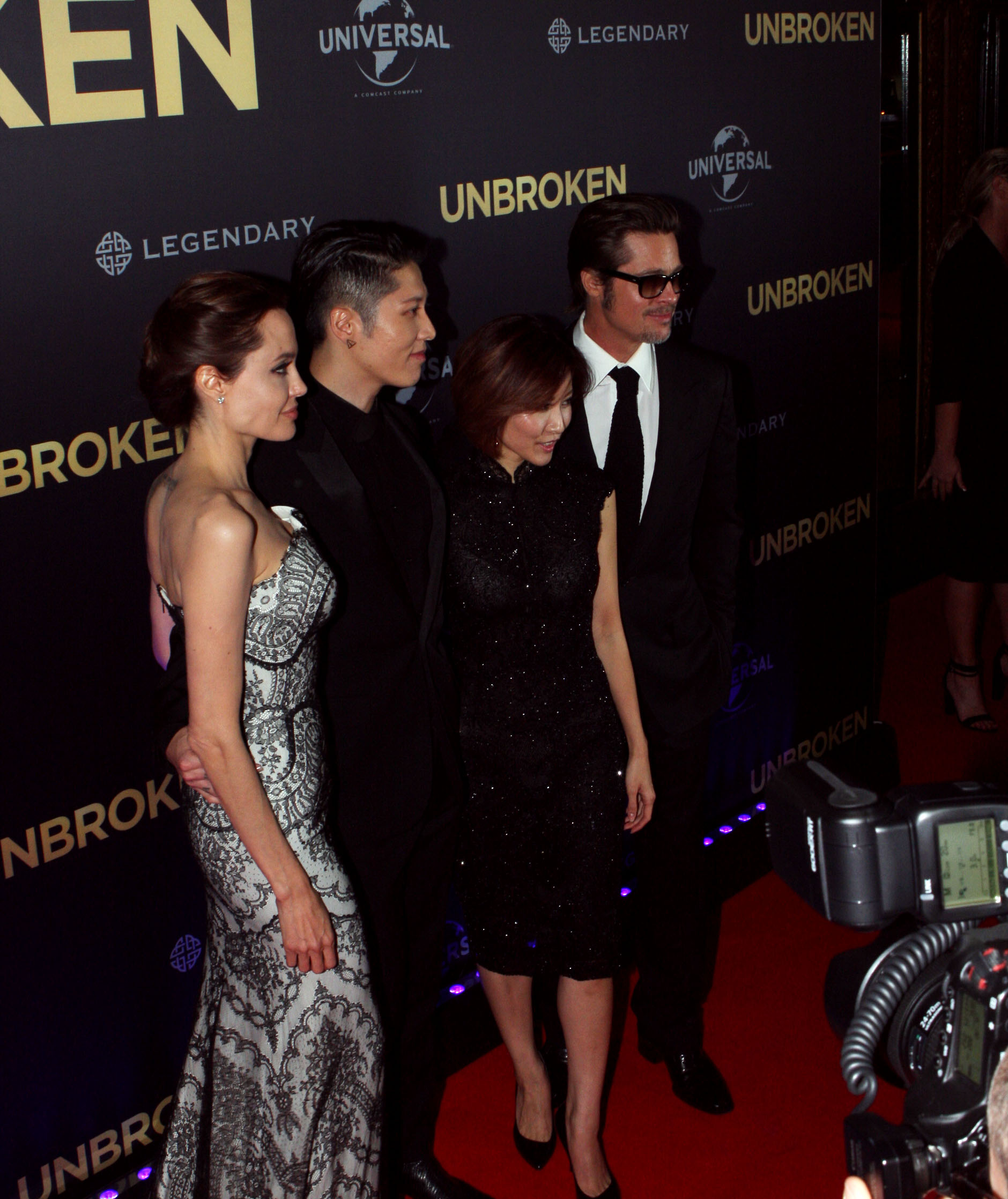
Мелоди с супругом Мияви, Анджелиной Джоли и Брэдом Питтом на премьере фильма «Несломленный» в 2014 году.

Мелоди родилась и выросла на Гавайях в семье американских японцев: мать родилась на Окинаве, про отца ничего не известно. Имя Мелоди, как и имена её сестёр — Хармони и Ритми — отражает любовь её родителей к музыке. Единственная сестра с «обычным» именем Кристин должна была получить имя Симфони, но из-за вмешательства друга семьи родители отказались от своего намерения. Сейчас Кристин под именем KURIS пишет музыку и тексты для старшей сестры.
Помимо имён любовь родителей к музыке проявилась в образовании детей: вместе с сёстрами Мелоди занималась джазовым танцем, фортепиано, брала уроки пения и классического балета. Кроме того, родители практиковали веганство (даже вместо обычного молока в семье пили соевое), и в школе Мелоди отказывалась есть мясо из школьных обедов.
В 19 лет Мелоди переехала в Японию ради музыкальной карьеры. В продвижении ей в том числе помогла билингвальность: из-за хорошего знания английского языка её взяли в телепередачу «Эйго дэ сябэра найто», для которой она брала интервью у известных англоговорящих людей.
Слова для своих песен Мелоди часто писала сама, причём с использованием равно японского и английского языков. Её песни использовались в рекламах, телесериалах, компьютерных играх.
С марта 2009 года замужем за японским j-roker’ом Miyavi, 29 июля 2009 года родила дочь Lovelie Miyavi Ishihara. Вторая дочь Jewelie Aoi Ishihara родилась 21 октября 2010 года.

## Дискография

### Синглы
1. Dreamin' Away (19 февраля 2003)
  1. Dreamin' Away
  2. Now
  3. 24 seven
  4. Dreamin' Away ～remix～
2. Simple As That / Over The Rainbow (18 июня 2003)
  1. Simple As That
    - использовалась в качестве открывающей песни июньских выпусков передачи ТВ Токио «JAPAN COUNTDOWN»;
    - использовалась в качестве музыкальной темы передачи ТВ Синхиросима «Хиросима мантэн мама»;

  2. Over The Rainbow
    - использовалась в рекламном ролике автомобиля Мицубиси Кольт.

  3. Simple As That -BL Remix-
3. Crystal Love (27 ноября 2003)
  1. Crystal Love
    - использовалась в рекламном ролике компании-производителя спортивных товаров Альпен.

  2. Do you hear what I hear?
  3. Crystal Love -m&M Remix-
4. Believe me (9 июня 2004) — этот сингл выпускался в двух версиях: японскоязычной и, ограниченным тиражом, англоязычной. Набор песен в обеих версиях идентичен, различается только язык.
  1. Believe me
    - японская версия является закрывающей песней передачи телекомпании TBS «О-сама но буранти»;
    - английская версия использовалась в рекламном ролике мобильного телефона au CDMA 1X A5406CA

  2. So into You
    - японская версия является закрывающей песней передачи телекомпании TBS «Тюбо дэсу ё»;
    - японская версия использовалась в рекламном ролике сайта мелодий для мобильных компании Хадсон Софт

  3. Believe me ～Instrumental～
  4. So into You ～Instrumental～
5. Next to You (12 января 2005)
  1. Next to You
    - использовалась в рекламном ролике компании-производителя спортивных товаров Альпен.

  2. Summer Memory
  3. So into You (only one remix)　remixed by Takuya Harada
  4. Next to You (instrumental)
6. realize / Take a Chance (17 августа 2005)
  1. realize
    - использовалась в качестве музыкальной темы дорамы TBS «Драгон Закура».

  2. Take a Chance
    - использовалась в рекламном ролике услуг интернет-провайдера NEC Biglobe.

  3. Next to You (FREDISCO remix) ～remixed by FREDO～
  4. realize (Instrumental)
  5. Take a Chance (Instrumental)
7. see you… (15 февраля 2006)
  1. see you…
  2. Close Your Eyes
  3. see you…(mel funk remix) remixed by HALFBY
  4. realize (Sugiurumn house mission mix) remixed by Sugiurumn
8. Lovin' U (8 ноября 2006)
  1. Lovin' U
    - использовалась в рекламном ролике линии продуктов Raycious косметической компании Као.

  2. Our Journey
    - использовалась в трейлере фильма «Гэнъюдэн» кинокомпании Kadokawa Pictures.

  3. FEEL THE RUSH
    - использовалась в качестве музыкальной темы передачи «X-MUSIC SB FREAK» телеканала J sports ESPN;
    - использовалась в игре Need for Speed: Carbon.

  4. FEEL THE RUSH -Junkie XL remix for «Need for Speed Carbon»-
    - использовалась в игре Need for Speed: Carbon.
9. Finding My Road (14 февраля 2007)
  1. Finding My Road
    - использовалась в рекламном ролике Subaru Forester.

  2. fragile
  3. My Dear
    - использовалась в рекламном ролике линейки Fresh Grey мебельной компании Кодзима.

  4. Finding My Road ～SiZK «Water Drop» MiX　Remixed by SiZK
10. Love Story (30 мая 2007)
  1. Love Story
    - использовалась в качестве открывающей песни дорамы телекомпании TBS "Кодоку но какэ ~Итосики хито ё~;
    - является открывающей песней передачи канала ТВ Канагава «Онгакукан»;
    - использовалась в качестве майской закрывающей песни передачи MUSIC BB 25 ТВ канала.
    - использовалась в качестве июньской закрывающей песни передачи «Рёри но гокуй, отоко га цукуру аидзё рёри» телеканала Аити ТВ.
    - использовалась в качестве закрывающей песни передачи MID TV компании HAB.

  2. BoRn 2 luv U [melody. ♥ m-flo]
  3. Lovin' U ～Deckstream Remix～
  4. Love Story (instrumental)
11. Далёкий цветок ~даль~ (яп. 遥花～はるか～ Харука~харука~) (13 февраля 2008)
  1. Далёкий цветок ~даль~ (яп. 遥花～はるか～)
    - используется в качестве музыкальной темы дорамы TBS «Дайсуки».

  2. Плюмерия (яп. プルメリア пурумэриа)
  3. That’s The Way It Is
  4. Далёкий цветок ~даль~ (яп. 遥花～はるか～) (Instrumental)

### Альбомы
1. Sincerely (21 января 2004), пиковая позиция в чарте Орикон — 3.
  1. All Night Long
  2. Dreamin' Away -English Version-
  3. Angel Angel Angel
  4. Crystal Love
  5. Don’t Let Go
  6. flower bed
  7. Simple As That
  8. Just Be A Man
  9. Over the Rainbow
  10. Soon You’ll Be Alone
  11. Sincerely
  12. You Want This −24 seven-
  13. Precious Baby
  14. Once Again
2. Be as one (12 апреля 2006), пиковая позиция в чарте Орикон — 5.
  1. Be as one
  2. see you…
  3. De ja Vu
  4. realize
  5. Close Your Eyes -English Version-
  6. Promises
  7. Dear Love
  8. Take a Chance
  9. Next to You
  10. Stay with me
  11. Gift of Love
  12. (бонусный трек) miss you (nagareboshi REMIX) ～m-flo loves melody. & Ямамото Рёхэй~ remixed by melody. & Takuya Harada
3. READY TO GO! (4 июля 2007), пиковая позиция в чарте Орикон — 6.
  1. Finding My Road
  2. with you
  3. Love Story
  4. All For Love
  5. HOPE
  6. Glory of Love
  7. READY TO GO!
    - использовалась в рекламном ролике Subaru Forester.

  8. ONE DAY
  9. Lovin’U
  10. REAL ME
  11. ALL I DO
  12. Shine
  13. Dangerous
4. Lei Aloha (9 апреля 2008), пиковая позиция в чарте Орикон — 15.
  1. Daybreak
  2. Say Hello
  3. Далёкий цветок ~даль~ (яп. 遥花～はるか～ Харука~харука~) (Eternal Version)
  4. Peace Song
  5. Never Goodbye
  6. Memories in Time
  7. HORIZON
  8. Kiss away
  9. Рядом с тобой (яп. あなたのそばに Аната но соба ни)
  10. No Return
  11. Sunset Love
  12. Beneath My Skin
  13. DOOR
  14. Paradise

### Сборник
The Best of melody. ～Timeline～ (8 октября 2008), пиковая позиция в чарте Орикон — 4. Это сборник лучших песен за пять лет творчества Melody. К первым экземплярам этого альбома прилагался ДВД с клипами.
1. Dreamin' Away
2. Simple as That
3. Over The Rainbow
4. Crystal Love
5. Believe me
6. So into You
7. Next to You
8. realize
9. Take a Chance
10. see you…
11. Lovin' U
12. Finding My Road
13. My Dear
14. Love Story
15. Далёкий цветок ~даль~ (яп. 遥花～はるか～ Харука~харука~)
16. (бонусный трек) miss you ～m-flo loves melody. & Ямамото Рёхэй~

- DVD

1. Dreamin' Away (PV)
2. Simple As That (PV)
3. Crystal Love (PV)
4. Believe me (PV)
5. Next to You (PV)
6. realize (PV)
7. see you… (PV)
8. Lovin' U (PV)
9. Finding My Road (PV)
10. Love Story (PV)
11. Haruka (遥花～はるか～; Eternal Flower) (PV)
12. miss you (m-flo ♥ melody. & Ryohei Yamamoto) (PV)

### ДВД
1. First Visual Issue ～clips and more～ Sincerely Yours (12 мая 2004)
2. Be as one TOUR 2006 Live & Document (8 ноября 2006)

### Совместные работы
- miss you by m-flo loves melody. & Ямамото Рёхэй — сингл miss you (22 октября 2003), альбом ASTROMANTIC by m-flo;
- STUCK IN YOUR LOVE by m-flo loves melody. — альбом COSMICOLOR by m-flo (22 октября 2003);
- Происшествие в середине лета (яп. 真夏の出来事 Маннацу но дэкигото) — сборник the popular music (трибьют Кёхея Цуцуми) (11 июля 2007).

### Прочее
Песни «Crystal Love» и «Next to You» были включены в сборник «Alpen Best -Another Edition-»
(15 декабря 2007)

## Другие работы

### Радио
- melody. Flow’s On на JFN (с 30 марта 2004 по 26 сентября 2006);
- α-MONTHLY COLORS на α-station (апрель 2006);
- melody. PARK на FM Осака (с 12 октября 2007 по май 2008)

### ТВ
- Fashion TV F*mode на SPACE SHOWER TV
- J-MELO на NHK World — раздел Japan Dance Music Adventure (с 4 апреля 2007 по 24 сентября 2008)

### Прочее
- Подкаст «melody. но о! кантигай English» (с 9 мая 2007 по 1 августа 2007).